# 논나 (영화)
《논나》(영어: Nonnas)는 2025년 넷플릭스에서 공개한 미국의 코미디 영화이다.
실제로 논나는 이탈리아어로 '할머니'를 의미한다. 이 영화 역시 다양한 국적의 할머니들이 직접 요리하고 인생을 이야기하는 특별한 레스토랑 '에노테카 마리아'의 실화에서 영감을 받아 제작됐다

## 캐스팅

### 주연
- 빈스 본 : 조 스카라벨라 역
- 수잔 서랜든 : 지아 역
- 로레인 브라코 : 로베르타 역
- 탈리아 샤이어 : 테레사 역
- 브렌다 바카로 : 안토넬라 역

### 조연
- 린다 카델리니 : 올리비아 역
- 드레아 드 마테오 : 스텔라 역
- 조 맹가니엘로 : 브루노 역
- 마이클 리스폴리 : 알 역
- 캠벨 스코트 : 에드워드 듀란트 역